# The Detroit Cobras
A The Detroit Cobras amerikai garázsrock együttes volt, amely 1994-ben alakult Detroitban.

## Története
Első nagylemezük 1998-ban jelent meg a Sympathy for the Record Industry kiadó gondozásában, Mink, Rat or Rabbit címmel. Következő albumuk három évvel később jelent meg Life, Love and Leaving címmel. Ezen a két albumon kizárólag hatvanas évekbeli dalok feldolgozásai hallható. Az Egyesült Királyságban népszerűnek számítottak a hangzásuk miatt, így szerződést kötöttek a londoni Rough Trade Records kiadóval. 2003-ban megjelent első EP-jük Seven Easy Pieces címmel, egy évvel később pedig a harmadik nagylemezük is piacra került, Baby címmel. Ezen a lemezen egy saját szerzemény is hallható, a "Hot Dog (Watch Me Eat)". Ezt a lemezt a Bloodshot kiadó adta ki. 2007 áprilisában megjelent az együttes következő nagylemeze, a Tied & True.
A zenekarban sűrűek voltak a tagcserék, jelentősebb tagjai Rachel Nagy, Greg Cartwright (Reigning Sound, Oblivians) és Mary Ramirez voltak.
Nagy 2022 januárjában elhunyt, így a zenekar ebben az évben feloszlott.

## Tagok

### Utolsó felállás
- Rachel Nagy – ének, zongora
- Mary Ramirez – gitár

## Diszkográfia
- Mink, Rat or Rabbit (1998)
- Life, Love and Leaving (2001)
- Seven Easy Pieces (EP, 2003)
- Baby (2004)
- Tied & True (2007)